# Trận Woëvre
Trận Woëvre là một trận đánh trên Mặt trận phía tây của cuộc Chiến tranh thế giới thứ nhất, diễn ra từ ngày 5 tháng 4 cho đến ngày 30 tháng 4 năm 1915 giữa Quân đội Pháp và Quân đội Đế quốc Đức. Tuy rằng quân Pháp đã phần nào thành công trong việc tiêu hủy chỗ lồi Saint-Mihiel của quân Đức, trận đánh kết thúc với thất bại rõ ràng của quân Pháp kèm theo thiệt hại nặng nề cho họ. Trận đánh này với bất lợi của quân Pháp đã góp phần chứng tỏ khả năng phòng ngự cao của Quân đội Đức trong cuộc chiến tranh, sau thất bại của Quân đội Anh trong trận Neuve Chapelle cùng năm đó. Nhìn chung, thời tiết xấu, địa hình bất lợi, sự yểm trợ yếu ớt của lực lượng Pháo binh cùng với sự kháng trả kiên cường và những đợt phản kích của quân Đức, cũng như việc 9 Sư đoàn Đức tại đây được 3 Sư đoàn nữa tăng viện đã khiến cho những cuộc tiến công của quân Pháp dễ dàng bị thất bại thê lương và không thể chiếm lại được Saint-Mihiel.
Tư lệnh Cụm Tập đoàn quân phía đông của Pháp là Auguste Dubail đã ra lệnh cho 7 Quân đoàn thuộc Tập đoàn quân số 1 của ông tiến công chỗ lồi Saint-Mihiel của quân Đức – một chỗ lồi đã được hình thành giữa trận tuyến quân Pháp từ nỗ lực đánh bọc sườn pháo đài Verdun của Tổng tham mưu trưởng Quân đội Đức là Erich von Falkenhayn hồi năm 1914. Mục tiêu của Dubail là rút ngắn phòng tuyến quân Pháp, trừ khử mối đe dọa đến Verdun, … Cuộc tấn công bắt đầu vào ngày 5 tháng 4 năm 1915, nhằm vào Tập đoàn quân số 5 của Đức do Thiếu tướng - Thái tử Wilhelm chỉ huy. Giao tranh diễn ra ác liệt nhất ở một số nơi như Combres ở hướng Bắc của chỗ lồi. Trong khi mạn Tây của chỗ lồi vẫn trụ vững, quân Pháp đã bắt đầu xuyên thủng mạn Đông của chỗ lồi trên cao nguyên Les Éparges. Tuy quân Pháp đã gây bất ngờ cho quân Đức, họ gặp nhiều khó khăn mà chủ yếu là do pháo binh không có khả năng yểm hộ cho cuộc tiến công vào các vị trí phòng ngự rắn chắc của Quân đội Đức. Vào ngày 7 tháng 4 năm 1915, quân bộ binh Pháp tấn công những bị chặn đứng và chỉ chiếm được có 500 yard chiến hào Đức. Những cuộc tấn công và phản công dồn dập trong cuộc chiến này đã gây tổn thất cao cho cả hai phe. Tổng tư lệnh Quân đội Pháp là Joseph Joffre nhận thấy quân Pháp không thể đạt được mục tiêu, và họ phải trì hoãn tiến công trong hai ngày sau do hỏa lực khủng khiếp của lực lượng Pháo binh Đức, nhưng vào ngày 9 tháng 4 năm ấy họ đã chiếm được cao nguyên Les Éparges. Vào ngày 12 tháng 4 năm 1915, một cuộc tấn công khác của quân đội Pháp bị đánh bại.
Trận chiến Woëvre là một trong những cuộc giao chiến cơ bản trong giai đoạn này của chiến tranh, đồng thời cũng trở thành một trong hàng loạt thảm họa của phe Hiệp Ước khi ấy. Thất bại đẫm máu tại Woëvre, cùng với những cuộc tiến công khác của quân Pháp tại Champagne và Artois trong năm 1915, đã không thể mang lại thành quả gì cho họ nói riêng và khối Hiệp Ước nói chung. Vào ngày 23 tháng 4 năm 1915, quân Pháp đánh lùi một cuộc tấn công hạn chế của quân Đức vào Les Éparges, nhưng trong ngày hôm sau quân Đức gặt hái thắng lợi trong cuộc tiến công về hướng Tây Nam cao nguyên này. Vào ngày 30 tháng 4 năm 1915, Joffre đã hạ lệnh đình chỉ chiến dịch tấn công này. Giao tranh lẻ tẻ tiếp tục trong những tháng hè và sau đó Saint-Mihiel trở thành một khu vực tĩnh lặng. Thiệt hại to lớn của quân Pháp trong chiến dịch thất bại này đã khiến cho họ không thể hợp tác với quân Anh trong các chiến dịch tấn công theo dự kiến ở hướng Bắc chỗ lồi Noyon. Mãi đến cuối năm 1918, Quân đội Hoa Kỳ mới tiến công Saint-Mihiel và giành chiến thắng.